# Altwiller
Altwiller es una localidad y comuna francesa, situada en el departamento del Bajo Rin en la región de Alsacia.

## Historia
Localidad de Nassau-Saarbrücken, poblada por Hugonotes que huían de Lorena a partir de 1559, destruida en 1635 por tropas imperiales croatas, sería anexada por Francia en 1793.